# Franky Van Haesebroucke
Pour les articles homonymes, voir Van Haesebrouck.
Franky Van Haesebroucke, né le 31 juillet 1970 à Deinze, est un coureur cycliste belge, professionnel de 1989 à 2001.

## Biographie
Il est marié avec la coureuse cycliste belge Cindy Bauwens, née le 28 avril 1974 à Courtrai.

## Palmarès
- 1989
  - 3e du Trophée des Flandres
- 1991
  - 6eb étape du Tour de Flandre-Occidentale
- 1993
  - 3e du Circuit du Port de Dunkerque
- 1996
  - 12e étape de Commonwealth Bank Classic
  - 15e étape de Commonwealth Bank Classic
- 1997
  - Circuit des bords flamands de l'Escaut
  - 2e du Grand Prix Marcel Kint
- 1999
  - 5eb étape de Commonwealth Bank Classic
  - 3e de À travers Gendringen
- 2000
  - 2e étape de Dayton
- 2004
  - 4e étape de Fitchburg Longsjo Classic